# Christoph Schwarz – Detektiv des Übersinnlichen
Christoph Schwarz – Detektiv des Übersinnlichen ist eine Hörspielserie für Erwachsene, die seit 2009 im Verlag Romantruhe erscheint. Sie basiert auf der gleichnamigen Romanheftserie von Gunter Arentzen.

## Inhalt
Erzählt werden die Abenteuer von Christoph Schwarz, der zu Beginn der Serie noch als Polizist arbeitet. Nach den mysteriösen Ereignissen der ersten Folge quittiert er seinen Dienst und tritt in den späteren Episoden als Privatdetektiv für Fälle mit übersinnlichem Hintergrund auf. Unterstützt wird er dabei von seiner ehemaligen Partnerin bei der Polizei, Conny Blank, und seiner Lebensgefährtin Nadine Weyer, einer Historikerin.
Die Serie spielt an verschiedenen Schauplätzen in Deutschland.

## Geschichte
Die Produktion der ersten drei Folgen erfolgte durch das Independent-Label Hörfabrik.
Mit Folge 4 übernahm das Studio WinterZeit, seitdem bearbeitet Markus Winter die Romane nach den Vorgaben des ursprünglichen Autors Gunter Arentzen. Zu den einhergehenden Veränderungen gehören der Wegfall der gesprochenen Orts- und Zeitansagen, außerdem wird seitdem ausschließlich mit Profisprechern gearbeitet, was bei den ersten drei Folgen nicht der Fall war.
Die Coverillustrationen sind ausnahmslos in Schwarz und Weiß gehalten und unterstreichen die düstere Atmosphäre der Hörspiele. Sie stammen von Alexander von Wieding.
Seit März 2013 erscheinen neue Folgen von Christoph Schwarz innerhalb der Hörspielreihe Geister-Schocker.

## Folgen

### Reguläre Folgen
| Nr. | Titel                        | Jahr | Bemerkung |
| --- | ---------------------------- | ---- | --------- |
| 1   | Der Zombie von Landau        | 2009 |           |
| 2   | Die Brocken-Hexen            | 2009 |           |
| 3   | Das Keltengrab von Kirn      | 2009 |           |
| 4   | Das Richtschwert des Henkers | 2011 |           |
| 5   | Horror am Teufelstisch       | 2011 |           |

### Folgen innerhalb derGeister-Schocker
| Nr. (ges.) | Nr. (GS) | Titel                            | Jahr | Bemerkung                                                                               |
| ---------- | -------- | -------------------------------- | ---- | --------------------------------------------------------------------------------------- |
| 6          | 38       | Schatz der Verfluchten           | 2013 | Teil 1 von 2, ursprünglich angekündigt als Der Schatz der Nibelungen                    |
| 7          | 39       | Der Mörder aus dem Zwischenreich | 2013 | Teil 2 von 2                                                                            |
| 8          | 44       | Der Geist vom Kölner Dom         | 2014 | Doppel-CD, enthält das Hörbuch Die Bestie vom Bienwald, gelesen von Karen Schulz-Vobach |
| 9          | 74       | Der Werwolf von Epprath          | 2018 |                                                                                         |
| 10         | 77       | Die todbringende Nixe            | 2018 |                                                                                         |
| 11         | 84       | Kampf um die Felsenkirche        | 2019 |                                                                                         |
| 12         | 88       | Das stille Volk                  | 2020 |                                                                                         |
| 13         | 93       | Schinderhannes Rückkehr          | 2021 |                                                                                         |
| 14         | 96       | Das Phantom von Xanten           | 2021 |                                                                                         |
| 15         | 102      | Horror-Urlaub                    | 2022 |                                                                                         |
| 16         | 107      | Der Werwolfstein                 | 2023 |                                                                                         |
| 17         | 113      | Das Seeweib von Minsen           | 2024 |                                                                                         |